# Jens Gundlach
Jens H. Gundlach (Wurtzburgo 1961) é um físico alemão.
Recebeu o Fundamental Physics Prize de 2021  com Eric George Adelberger e Blayne Heckel.

## Publicações selecionadas
Física gravitacional:
- com S. Schlamminger, T. A. Wagner: Laboratory Tests of the Equivalence Principle at the University of Washington, Space Science Review, Volume 148, 2009, p. 201
- com B. R. Hecke., S. Hoedl, S. Schlamminger: Torsion Balance Experiments: A low-energy frontier of particle physics, Progress in Particle and Nuclear Physics, Volume 62, 2009, p. 102–134
- com S. E. Pollack, S. Schlamminger: Temporal Extend of Surface Potentials between Closely Spaced Metals, Phys. Rev. Lett., Volume 101, 2008, p. 071101
- com S. Schlamminger, K.-Y. Choi, T. A. Wagner, E. G. Adleberger: Test of the Equivalence Principle Using a Rotating Torsion Balance, Phys. Rev. Let., Volume 100, 2008, p. 041101.
- com D. J. Kapner, T. S. Cook, E. G. Adelberger, B. R. Heckel, C. D. Doyle, H. E. Swanson: Tests of the Gravitational Inverse-Square Law below the Dark-Energy Length Scale, Phys. Rev. Lett., Volume 98, 2007, p. 021101, Arxiv
- com S. Schlamminger, C. D. Spitzer, K.-Y. Choi: Laboratory Test of Newton’s Second Law for Small Accelerations, Phys. Rev. Lett., Volume 98, 2007, p. 150801
- com C. D. Hoyle, D. J. Kapner, B. R. Heckel, E. G. Adleberger, U. Schmidt, H. E. Swanson: Sub-millimeter Tests of the Gravitational Inverse-square Law, Phys. Rev. D, Volume 70, 2004, p. 042004
- com C. D. Hoyle, D. J. Kapner, B. R. Heckel, E. G. Adleberger, U. Schmidt, H. E. Swanson: Submillimeter Tests of the Gravitational Inverse-Square Law: A Search for“Large” Extra Dimensions, Phys. Rev. Lett, Volume 86, 2001, p. 1418
- com Stephen M. Merkowitz: Measurement of Newton’s Constant Using a Torsion Balance with Angular Acceleration Feedback, Phys. Rev. Lett., Volume 85, 2000, p. 2869
- com G. L. Smith, C. D. Hoyle, E. G. Adleberger, B. R. Heckel, H. E. Swanson: Short range test of the equivalence principle, Phys. Rev. D, Volume 61, 1999, p. 022001-1
- com S. Baeßler, B. R. Heckel, E. G. Adleberger, U. Schmidt, H. E. Swanson: Improved test of the equivalence principle for gravitational self-energy, Phys. Rev. Lett., Volume 83, 1999, p. 3585

Biofísica:
- com I. M. Derrington u. a.: Nanopore DNA sequencing with MspA, Proc. Nat. Acad. USA, Volume 107, 2010, p. 16060–16065
- com T. Z. Butler u. a.: Single-molecule DNA detection with an engineered MspA protein nanopore, Proc. Nat. Acad. USA, Volume 105, 2008, p. 20647–20652
- com E. A. Manrao u. a.: Reading DNA at single-nucleotide resolution with a mutant MspA nanopore and phi29 DNA polymerase, Nature Biotechnology, Volume 30, 2007, p. 349–353